# Markino Buckley
Markino Buckley (né le 16 avril 1986) est un athlète jamaïcain, spécialiste du 400 m haies.

## Biographie
Lors des Jeux olympiques de Pékin en 2008, il améliore son record personnel, le portant à 48 s 50 en demi-finale, ce qui le qualifie pour la finale, dans laquelle il termine 7e en 48 s 60. 

### Palmarès
| Date | Compétition                     | Lieu      | Résultat | Performance |
| ---- | ------------------------------- | --------- | -------- | ----------- |
| 2008 | Jeux olympiques                 | Pékin     | 7e       | 48 s 60     |
| 2008 | Finale mondiale de l'athlétisme | Stuttgart | 4e       | 49 s 52     |

### Records
| Épreuve          | Performance | Lieu  | Date         |
| ---------------- | ----------- | ----- | ------------ |
| 400 mètres haies | 48 s 50     | Pékin | 16 août 2008 |